# Порфировка
Порфировка — исчезнувшее упразднённое село в Спасском районе Республики Татарстан Российской Федерации. Ныне — урочище на территории Краснослободского сельского поселения. Малая родина Героя СССР Лихачёва П. Т., дважды Героя Соцтруда Греховой Е. И., Героя Соцтруда Фоминой Е. В. .

## География
Находилась вблизи границы с Ульяновской областью, в 20 км к юго-востоку от г. Болгар, у озёр Рытое, Кочкарь.

## История
Основано в 18 веке. До реформы 1861 года жители относились к категории помещичьих крестьян.
До 1920 г. село входило в Трёхозёрскую волость Спасского уезда Казанской губернии. С 1920 г. в составе Спасского кантона Татарской АССР. С 10.08.1930 г. в Спасском (с 01.04.1935 г. по 04.10.1991 г. — Куйбышевский) районе.
Исключена из списков населенных пунктов 27.06.2001 г.

## Население
| 1859 | 1897 | 1908 | 1920  | 1926 | 1938 | 1949 | 1958 | 1970 | 1979 | 1989 |
| ---- | ---- | ---- | ----- | ---- | ---- | ---- | ---- | ---- | ---- | ---- |
| 568  | 801↗ | 885↗ | 1125↗ | 983↘ | 521↘ | 350↘ | 297↘ | 253↘ | 106↘ | 1↘   |

## Известные уроженцы
- Лихачёв, Пётр Тимофеевич (1906—1942) — помощник командира взвода 32-го стрелкового полка 19-й стрелковой дивизии 5-й армии Западного фронта, старший сержант, Герой Советского Союза (1942).
- Грехова, Евдокия Исаевна (1907—1992) — новатор сельского хозяйства, бригадир-животновод племхоза «Караваево» Костромского района Костромской области. Дважды Герой Социалистического Труда (1948, 1951).
- Фомина, Екатерина Васильевна (1916— неизвестно) — работница советского сельского хозяйства, животновод племхоза «Караваево» Костромского района Костромской области. Герой Социалистического Труда (1948).

## Достопримечательности
Церковь Троицы Живоначальной в Порфировке. Построена в 1895 году. Деревянная церковь, обшитая тёсом. Здание типа восьмерик на четверике с трапезной, в которой помещались приделы Рождества Христова и Сергия и Вакха, и многоярусной колокольней. Закрыта не позже 1930-х, к 1980-м пустовала. В 1988 сруб церкви вывёзен в Болгар и использован для постройки Авраамиевской церкви.